# San Miguel (cidade de La Mar)
San Miguel é uma cidade do Peru, situada na região do Ayacucho. Capital da província de La Mar, sua população em 2017 foi estimada em 3.823 habitantes.